# Ålands Sozialdemokraten
Ålands Sozialdemokraten (schwedisch Ålands Socialdemokrater, Abkürzung ÅSD, SOC oder einfach S) ist eine sozialdemokratische Partei in der autonomen finnischen Provinz Åland.

## Geschichte
Die Partei ist traditionell stärker mit der Sozialdemokratischen Arbeiterpartei Schwedens verbunden als mit der Sozialdemokratischen Partei Finnlands. Gegründet wurde sie 1971. Die Arbeiterschaft auf Åland hatte sich aber seit 1906 in unterschiedlicher Form organisiert.
Im Gegensatz zu Schweden oder Finnland ist die sozialdemokratische Partei in Åland keine führende politische Kraft. Bei der Parlamentswahl im Oktober 2011 erreichte die Partei 18,0 % der Stimmen, womit sie drittstärkste Kraft im Lagting wurde. Mit Camilla Gunell stellte die Partei nach dieser Wahl die Regierungschefin Ålands. Nach der Parlamentswahl 2015 blieb die Partei an der Regierung beteiligt, stellte nunmehr aber nicht den Regierungschef.

## Wahlergebnisse

### Parlamentswahlen (Åland)
| Wahl | Mandate (von 30) | Stimmen | Prozent |
| ---- | ---------------- | ------- | ------- |
| 1979 | 3                | 1.125   | 12,0    |
| 1983 | 5                | 1,717   | 16,5    |
| 1987 | 4                | 1.489   | 14,0    |
| 1991 | 4                | 1.564   | 14,5    |
| 1995 | 4                | 1.711   | 15,2    |
| 1999 | 3                | 1.427   | 11,8    |
| 2003 | 6                | 2.340   | 19,0    |
| 2007 | 3                | 1.513   | 11,8    |
| 2011 | 6                | 2.404   | 18,0    |
| 2015 | 5                | 2.184   | 17,4    |
| 2019 | 3                | 1.292   | 09,1    |
| 2023 | 4                | 1.801   | 12,8    |

### Parlamentswahlen (Finnland)
| Wahl | Stimmen | Prozent |
| ---- | ------- | ------- |
| 1991 | 0.940   | 10,1    |
| 1995 | 0.909   | 09,2    |
| 1999 | 0.924   | 08,8    |
| 2003 | 2.904   | 24,9    |
| 2007 | 1.607   | 14,4    |
| 2011 | 0.802   | 07,6    |

### Kommunalwahlen
| Wahl | Räte | Stimmen | Prozent |
| ---- | ---- | ------- | ------- |
| 1995 | 13   | 1.491   | 13,1    |
| 1999 | 10   | 1.332   | 10,9    |
| 2003 | 18   | 1.967   | 15,7    |
| 2007 | 14   | 1.703   | 12,8    |
| 2011 | 17   | 2.245   | 16,7    |
| 2015 | 15   | 2.124   | 14,6    |